# Achinós (Serrès)
Achinós, en grec moderne : Αχινός, est un village et un ancien dème du district régional de Serrès, en Macédoine-Centrale, Grèce. Depuis 2010, il est fusionné au sein du dème de Bisaltie. 
Selon le recensement de 2011, la population du dème compte 2 427 habitants tandis que celle du village s'élève à 507 habitants.